# Institut supérieur d'art dramatique et d'animation culturelle
L'Institut supérieur d'art dramatique et d'animation culturelle (ISADAC ; en arabe : المعهد العالي للفن المسرحي والتنشيط الثقافي) est un établissement public marocain de formation qui prépare les étudiants aux carrières artistiques. Il est situé à Rabat. Trois concentrations sont enseignées : théâtre, scénographie et animation culturelle.

## Admissions
L'admission à l'institut se fait par concours ouvert aux candidats âgés de 17 à 23 ans, titulaires d'un diplôme de l'enseignement secondaire ou d'un équivalent reconnu. Les étudiants étrangers peuvent être admis, dans la limite des places disponibles, selon les mêmes conditions.

## Sources
1. ↑  UNESCO, L'industrie du film en Afrique: Tendances, défis et opportunités de croissance, UNESCO Publishing, 30 septembre 2021 (ISBN 978-92-3-200239-6, lire en ligne).
2. ↑  Roger Deldime, Fou de théâtre, Editions Lansman, 1993 (ISBN 978-2-87282-072-6, lire en ligne)